# ステラ・グループ
ステラ・グループ株式会社（現在の商号は株式会社プロジェ・ホールディングス）は、東京都新宿区に本社を置く日本の持株会社である。元親会社である旧マイカル（ニチイより社名変更、のちイオンリテールの一部門に）の倒産前は同社グループに属していた。

## 概要
婦人服小売業を営んでいたエルメや、IT事業を行っていたオーエー・システム・プラザなどを傘下に持つ。
かつてはマンション販売や投資事業も行っていたが、現在は事業の中核を当初の婦人服小売業に戻している。

## 沿革
- 1972年（昭和47年）10月 - 株式会社エルメ設立（旧ニチイの全額出資）
- 1975年（昭和50年）4月 - もも屋（奈良市）を子会社化し、もも屋の4店舗（奈良、宇治、生駒、天理店）のブランドをもも屋からエルメへ改称（1979年10月1日に吸収合併）。
- 1986年（昭和61年）10月1日 - 大阪証券取引所市場第二部に株式を上場。
- 2005年（平成17年）9月 - 株式会社アポロ・インベストメントに商号を変更。
- 2007年（平成19年）6月 - ステラ・グループ株式会社に商号を変更
- 2011年（平成23年）6月 - 上場廃止
- 2011年（平成23年）9月 - 子会社のエルメを会社分割の上新設会社に事業譲渡。新設会社の株式を東京シャツグループのTSホールディングスに譲渡。
- 2011年（平成23年）11月 - 子会社の株式会社プロジェ・ホールディングスを吸収合併。
- 2011年（平成23年）12月 - 株式会社プロジェ・ホールディングスに商号を変更。
- 2012年（平成24年）6月 - 株式会社オーエー・システム・プラザを完全子会社化（同社は7月に解散）

## グループ企業一覧
- 株式会社オーエー・システム・プラザ
- 株式会社ドーコーボウ